# El Mastranto, Loreto
El Mastranto är en ort i Mexiko.   Den ligger i kommunen Loreto och delstaten Zacatecas, i den centrala delen av landet, 400 km nordväst om huvudstaden Mexico City. El Mastranto ligger 2 055 meter över havet och antalet invånare är 157.
Terrängen runt El Mastranto är huvudsakligen platt, men söderut är den kuperad. Runt El Mastranto är det ganska tätbefolkat, med 80 invånare per kvadratkilometer. Närmaste större samhälle är Loreto, 4,5 km sydväst om El Mastranto. Trakten runt El Mastranto består till största delen av jordbruksmark.